# Bloedbroeders (musical)
Bloedbroeders (Engels: Blood Brothers) is een musical uit 1983, geschreven door Willy Russell. Het verhaal is losjes gebaseerd op het boek Les Frères Corses, geschreven door Alexandre Dumas in 1844 en gaat over een tweeling (jongens) die na hun geboorte worden gescheiden en opgroeien in totaal verschillende sociale milieus. Toch komen ze elkaar tegen, raken bevriend en worden uiteindelijk verliefd op dezelfde vrouw, met desastreuze gevolgen.

## Engelstalige producties
Russel schreef en presenteerde een eerste versie Blood Brothers, samen met de jeugdtheatergroep Merseyside Young People's Theatre als een schoolmusical in 1981. In 1983 ging de definitieve versie in première in het Liverpool Playhouse in Liverpool. Later dat jaar, op 11 april verhuisde de productie naar het Londense West End en was daar te zien t/m 22 oktober 1983. Hoofdrollen waren voor Barbara Dickson, die met haar prestatie een Laurence Olivier Award wist te bemachtigen en Andrew C. Wadsworth. De voorstelling won daarnaast een Laurence Olivier Award voor beste nieuwe musical.
Vanaf 1987 t/m 1991 en vanaf 1996 tot op heden zijn diverse tourversies in het Verenigd Koninkrijk te zien geweest - de musical tourt nog steeds gedurende 2024 en 2025 in het Verenigd Koninkrijk en Ierland. In Australië ging de voorstelling in 1988 in première, vijf jaar later was de musical voor het eerst op Broadway, een jaar later gevolgd door de eerste tourversie in de Verenigde Staten.

## Nederlandstalige producties
Onder de titel Geboren Vrienden was de voorstelling voor het eerst in Nederland te zien, de première vond plaats op 18 november 1989 in de Leidse Schouwburg in Leiden. Deze versie werd geproduceerd door John de Mol Producties en geregisseerd door Eddy Habbema. Jack Gadellaa tekende voor de vertaling.

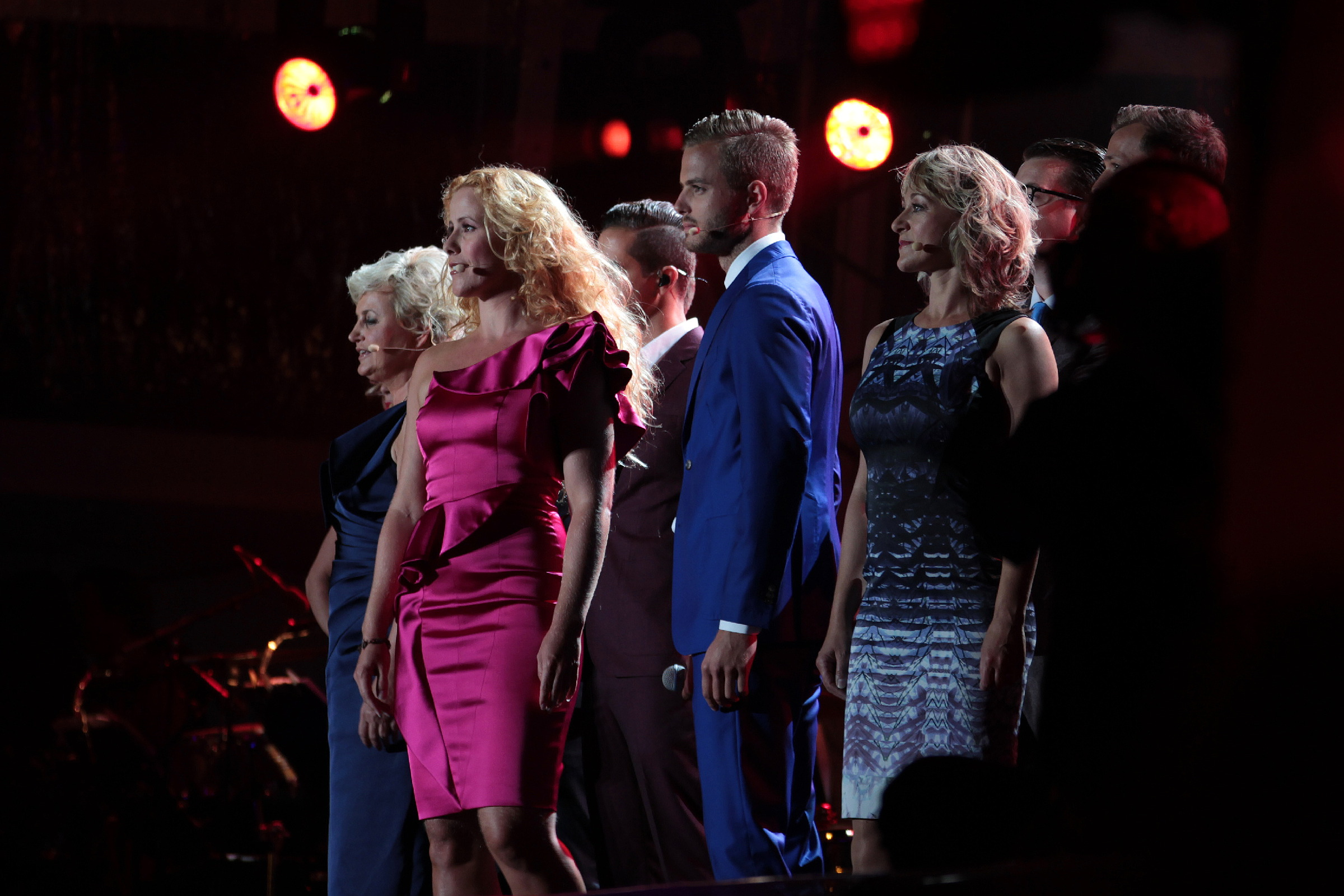
De cast van Hartsvrienden op de Uitmarkt in 2014.

Negen jaar later, onder de titel Blood Brothers was de musical opnieuw in Nederland te zien, nu in een productie van Joop van den Ende Theaterproducties. Habbema tekende opnieuw voor de regie, Daniël Cohen verzorgde de vertaling. Deze versie ging in première op 22 december 1998 in het Oude Luxor Theater in Rotterdam.
In 2004 was de voorstelling in België te zien van 8 oktober t/m 14 november in Theater Elckerlyc in Antwerpen in een productie van Studio 100. Koen van Dijk tekende voor regie en vertaling. Deze productie won in 2005 vier Vlaamse Musicalprijzen voor Beste Musical, Mannelijke Hoofdrol (Verhoeven), Vrouwelijke Bijrol (Bronzwaar) en Beste Lied voor Dit is maar een Spel (vertaling van Tell Me it's not True).
In theaterseizoen 2014/2015 was Bloodbrothers weer te zien in de Nederlandse theaters. Dit keer was de Nederlandse titel: Hartsvrienden. Erwin van Lambaart produceerde met zijn theaterbedrijf Van Lambaart Theaterproducties deze productie.
In april 2018 werd deze voorstelling onder de naam Blood Brothers vertoond in de Rode Zaal van het Fakkeltheater in Antwerpen. Het theaterbedrijf InTeam vzw verzorgde deze voorstellingen onder regie van Niels De Valk. De muziek was onder leiding van Pietro Ramman in samenwerking met Pascale De Turck als leiding van de zangarrangementen. Hans Focking was de producent.
| Rol                                               | NL cast 1989 (Geboren Vrienden) | NL cast 1998/1999 (Bloodbrothers)             | Vlaamse cast 2004  | NL cast 2015 (Hartsvrienden)      | Vlaamse cast 2018 (Blood Brothers) |
| ------------------------------------------------- | ------------------------------- | --------------------------------------------- | ------------------ | --------------------------------- | --- |
| Mevrouw Johnstone / Jonkers / Janssen / Janssens  | Nelleke Burg                    | Joke Bruijs, Angela Groothuizen, Doris Baaten | Anne Mie Gils      | Vera Mann                         | Liesbeth Roose |
| Verteller                                         | Hans de Booij                   | Paul Kribbe, Tim Meeuws                       | Frank Hoelen       | Yes-R                             | Pieter Van Keymeulen |
| Mickey                                            | Jan Elbertse                    | Danny de Munk                                 | Jan Schepens       | Guido Spek                        | Jeroen Logghe |
| Eddy                                              | Frank Rigter                    | Frank Rigter                                  | Dimitri Verhoeven  | Jim Bakkum, Jonathan Demoor       | Jervin Weckx |
| Mevrouw Lyons / van Leeuwen / Lieuwma / De Leeuw  | Marloes van den Heuvel          | Annette Nijder                                | Myriam Bronzwaar   | Maike Boerdam                     | Sarah Kefi |
| Meneer Lyons / van Leeuwen / Lieuwma / De Leeuw   | Peter Ohlenschlager             | Edwin de Jongh                                | ?                  | Sander van Voorst tot Voorst      | Elias Bosmans |
| Linda                                             | Kiki Heessels                   | Lottie Hellingman                             | An Vanderstighelen | Bente van den Brand               | Emelien Raats |
| Sammy                                             | Kamaran Abdulla                 | Dennis van der Klundert                       | Frank Hoelen       | Jonathan Demoor, Michiel de Meyer | Berten Vanderbruggen |
| Vrouw/ Understudy Mevrouw Janssen/Mevrouw Lieuwma |                                 |                                               |                    | Jacqueline Aronson                | |
| Band                                              |                                 |                                               |                    |                                   | O.L.V. Pietro Ramman (Piano) Keanu De Pooter (Keyboard) Jacob Hus (Basgitaar) Thomas Renard (Gitaar) Sam Enthoven (Slagwerk) Jan Schaeken (Saxofoon) |

## Verhaal
De musical speelt zich af over een tijdspanne van iets meer dan 20 jaar waarin alle personages doorheen het verhaal door dezelfde acteurs worden gespeeld. Zo worden de kinder- en adolescentenrollen effectief uitgevoerd door volwassen acteurs/actrices.

### Eerste akte
Het verhaal start in Liverpool begin jaren 1960. De arme, bijgelovige mevrouw Johnstone werkt als poetsvrouw bij de rijke familie Lyons waar vader Lyons directeur is van een fabriek. Mevrouw Johnstone zit in financiële moeilijkheden sinds haar man haar enkele weken geleden heeft verlaten. Ze kan nu de melkboer al niet meer betalen om haar zoon Sammy zijn dagelijkse melk te geven. Tot overmaat van ramp blijkt dat mevrouw Johnstone zwanger is en een tweeling verwacht. Gezien ze nu al 5 kinderen heeft die ze bijna niet kan onderhouden, vreest ze dat de kinderbescherming haar (nog ongeboren) tweeling zal afnemen om te plaatsen in een ander gezin.
Wanneer mevrouw Lyons de zwangerschap verneemt, komt ze met een voorstel: zelf heeft ze al enkele miskramen gehad en haar man wil niet weten van adoptie. Gezien hij enkele weken weg is omwille van professionele redenen, zal zij hem wijsmaken dat ze zwanger is. Ook blijkt haar man afwezig te zijn in de periode dat mevrouw Johnstone moet bevallen. Mevrouw Lyons zal dan één kind stiekem adopteren, mevrouw Johnstone moet de rest van de buitenwereld laten geloven dat dat kind is gestorven.
Enkele maanden later bevalt mevrouw Johnstone van een twee-eiige tweeling. Ze noemt de jongens Mickey en Eddy. Kort na de bevalling eist mevrouw Lyons een van de kinderen op zoals eerder afgesproken. Omdat mevrouw Johnstone geen afstand kan doen, mag mevrouw Lyons zelf kiezen welk kind ze neemt: zij kiest Eddy.
Mevrouw Johnstone ziet Eddy nog vrij regelmatig wanneer ze bij de familie Lyons gaat kuisen. Echter vindt mevrouw Lyons dat mevrouw Johnstone te veel aandacht geeft aan het kind: ze wil er constant bijzijn, ze wil hem troosten als hij huilt, ze wil hem nieuwe luiers aandoen, ... Mevrouw Lyons is van mening dat mevrouw Johnstone een bedreiging vormt en ontslaat haar. Mevrouw Johnstone gaat niet akkoord en wil de politie inlichten. Mevrouw Lyons zegt dat ze dan zullen worden opgesloten omdat de baby illegaal werd afgestaan. Ook maakt ze haar wijs dat tweelingen die kort na geboorte werden gescheiden, onmiddellijk zullen sterven wanneer ze elkaar zien en de waarheid aan het licht komt. Daarop laat mevrouw Johnstone zich afkopen en neemt ze een aanzienlijk geldbedrag aan van mevrouw Lyons.
Het verhaal springt dan zo'n zeven jaar verder waar Mickey buiten aan het spelen is met zijn broer Sammy. Daar ontmoet hij plots Eddy. De twee worden al snel vrienden en vernemen dat ze op dezelfde dag zijn geboren. Daarop beslissen ze om een bloedbroederschap op te richten en elkaar vanaf nu steeds te zullen steunen. Wanneer mevrouw Johnstone Eddy ziet en herkent, zegt ze hem dat hij nooit meer mag langskomen of dat anders de boeman hem zal komen halen.
Enige tijd later speelt Mickey met enkele kinderen uit de buurt, waaronder Linda. Mickey en Linda besluiten om Eddy op te zoeken om in het geheim ergens te spelen. Ze worden opgepakt door een politieman wanneer ze met stenen naar een raam gooien. Aan mevrouw Johnstone verklaart de politieman dat Mickey moet oppassen met zijn levenskeuze, anders zal hij eindigen als een straatboefje zoals zijn broer Sammy. Tegen mevrouw Lyons vertelt hij dat alles berust op onschuldig kattenkwaad en dat Eddy best niet meer speelt met kinderen uit een lager sociaal milieu. Mevrouw Lyons vreest dat de vriendschap tussen Eddy en Mickey al te ver is gevorderd en dat de twee elkaar steeds zullen opzoeken. Daarom maakt ze haar man wijs dat ze ziek wordt van het stadsleven en dat ze liever naar Skelmersdale wil verhuizen. Wanneer Eddy mevrouw Johnstone inlicht over de verhuis, krijgt hij van haar een medaillon met daarin een foto van haarzelf en Mickey. Ze vraagt aan Eddie om het medaillon aan niemand te tonen en dat het hun geheim is.
Enkele maanden later krijgt mevrouw Johnstone een brief van de sociale dienst: hun huidig huis is te vervallen en ze mogen verhuizen naar een sociale woning in Skelmersdale.

### Tweede akte
Het tweede bedrijf start midden 1970 wanneer Mickey en Linda 14 jaar zijn. Ook zij blijkt verhuisd te zijn. Mickey is stiekem verliefd op Linda, maar weet niet hoe hij haar dat moet vertellen. Ze worden tijdelijk van school geschorst na een incident met een leerkracht. Eddy zit op een dure kostschool en wordt ook geschorst wanneer blijkt dat hij een medaillon draagt, wat in de school ten strengste verboden is omdat het niet hoort bij het schooluniform. Mevrouw Lyons is nooit op de hoogte geweest van het medaillon en vermoedt dat het een foto bevat van een vriendinnetje van Eddy. Eddy en Mickey ontmoeten elkaar toevallig, maar herkennen elkaar in eerste instantie niet. Ook mevrouw Lyons komt mevrouw Johnstone toevallig tegen aan haar huis. Mevrouw Lyons haar vrees komt terug en is van mening dat mevrouw Johnstone haar moedwillig achtervolgt. Daarop tracht ze mevrouw Johnstone te vermoorden met een mes, maar haar poging mislukt.
Vier jaar later is Eddy achttien jaar en heeft hij zich ingeschreven aan de universiteit. Hoewel hij gevoelens heeft voor Linda, zorgt hij er toch voor dat zij een koppel vormt met Mickey. Mickey is gestopt met school en werkt nu in de fabriek van meneer Lyons. Daar wordt hij begin jaren 1980 ontslagen omwille van recessie en dient hij te stempelen. In die periode verneemt hij dat Linda zwanger is en het koppel beslist om te trouwen.
Met kerstmis keert Eddy terug om dit te vieren met Mickey. De twee blijken ondertussen van karakter en levenswijze te verschillend te zijn om nog goed overeen te komen. Eddy biedt Mickey een renteloze lening aan zodat hij minder financiële moeilijkheden heeft, maar Mickey weigert dat. In plaats daarvan helpt hij zijn broer Sammy bij een gewapende overval. Deze loopt slecht af en Sammy schiet de winkelier dood. Mickey wordt terechtgesteld en dient voor zeven jaar naar de gevangenis te gaan. Daar belandt hij in een zware depressie en dient hij dagelijks medicijnen te nemen. Omwille van goed gedrag komt hij vroegtijdig vrij. Echter is Mickey ondertussen verslaafd geraakt aan de medicijnen en krijgt hij panische aanvallen zodra hij stopt deze in te nemen. Ondertussen is Eddy gemeenteraadslid. Dankzij zijn connecties kan hij Mickey een job geven. Linda maakt zich zorgen over de gezondheidstoestand van Mickey en zoekt Eddy enkele keren op. Mevrouw Lyons betrapt hen en informeert Mickey over het overspel. Linda tracht Mickey nog te doen geloven dat het enkel over een vriendschappelijke kus ging, maar hij gelooft haar niet.
Daarop neemt Mickey een revolver en zoekt hij Eddy op. Hij bedreigt hem en vraagt zich af waarom Eddy's leven succesvol is en het zijne niet. Het enige goede dat Mickey in zijn leven nog heeft (= Linda), wil Eddy nu ook nog afnemen. Ondertussen is de politie gearriveerd en vraagt Mickey om het geweer weg te leggen. Daarop stormt mevrouw Johnstone de kamer binnen en vertelt de waarheid: Mickey en Eddy zijn tweelingbroers, maar omwille van financiële redenen heeft ze een van de kinderen afgestaan. Mickey is misnoegd en vraagt zich af waarom hij (of beiden) niet werd(en) geadopteerd. Als dat was gebeurd, dan had hij nu wel een goed leven gehad. Mickey is van dit nieuws zo verslagen dat hij per ongeluk de trekker overhaalt en Eddy doodschiet. Daarop schiet de politie Mickey dood. Hierdoor komt de eerdere voorspelling van mevrouw Lyons toch uit.